# آلان هوستيتر
آلان هوستيتر هو مجرم أمريكي مدان وناشط مناهض للإغلاق ومؤسس مشروع فينيكس الأمريكي الذي شارك في الهجوم على مبنى الكابيتول الأمريكي في 6 يناير 2021. حُكم عليه في 7 ديسمبر 2023 بالسجن لمدة 11 عامًا وثلاثة أشهر، بالإضافة إلى تعويض قدره 2000 دولار وغرامة قدرها 30 ألف دولار، عن أربع جرائم جنائية تتعلق بالاعتداء.
في 20 يناير 2025، وبعد بدء ولايته الثانية في منصبه، أصدر الرئيس ترامب عفواً عن حوالي 1500 فرد متهمين بجرائم مرتبطة بأحداث السادس من يناير، بما في ذلك هوستيتر.

## حياته المهنية
في ثمانينيات القرن العشرين، خدم هوستيتر في جيش الولايات المتحدة بعد تخرجه من المدرسة الثانوية، وخلال تلك الفترة تم إرساله إلى ألمانيا الغربية . عمل بعد ذلك في قسم شرطة مقاطعة أورانج في التسعينيات ثم في قسم شرطة فونتانا، ثم غادره كنائب رئيس ثم أصبح رئيس شرطة لا هابرا، كاليفورنيا في عام 2009. تخلى عن منصبه بسبب مشاكل في العمود الفقري بعد أقل من عام، وانتقل إلى سان كليمنتي وبدأ مهنة جديدة كمدرب يوغا ومعالج صوتي.
احتجاجات ضد الإغلاق
في أعقاب تفشي جائحة كوفيد-19 في أوائل عام 2020، انخرط هوستيتر بسرعة في الاحتجاجات ضد تدابير الإغلاق في كاليفورنيا. خلال احتجاج في أواخر شهر مايو، رفض التخلي عن سياج شبكي تم تشييده لمنع الناس من ركن سياراتهم والتجمع بالقرب من رصيف سان كليمنتي، على الرغم من إعلان الشرطة عن تجمع غير قانوني. في نهاية المطاف تم القبض عليه بعد أن قطع رجال إنفاذ القانون ثقوبًا في السياج حول يديه، ووجهت إليه تهمة مقاومة ضابط وإعاقة عمله، ورفض التفرق، والتعدي على ممتلكات الغير. أدى هذا الحادث إلى ترسيخ مكانة هوستيتر كزعيم للحركة، وقد أطلق عليه السكان المحليون لقب "بوابة السياج".
واصل قيادة العديد من الاحتجاجات، وأسس مشروع فينيكس الأمريكي، وهي منظمة غير ربحية لدعم هذه الاحتجاجات، والتي أنفقت 50 ألف دولار على دعوى قضائية رفعتها منظمتان يديرهما هارميت دهيلون ضد سياسات الإغلاق في كاليفورنيا. تم رفض الدعوى في وقت لاحق. حضر هوستيتر أيضًا احتجاجًا خارج منزل رئيسة بلدية كوستا ميسا كاترينا فولي وتحدث في مؤتمر كيو أنون . كما أصبح معارضًا بشكل متزايد لحاكم كاليفورنيا جافين نيوسوم ، وفي تجمع حاشد في يوليو 2020 قال إن الآباء المؤسسين سوف يطيحون به بعنف إذا كانوا على قيد الحياة.

## هجوم مبنى الكونجرس الأمريكي في 6 يناير
الإستعدادات
عندما فاز جو بايدن بالانتخابات الرئاسية الأمريكية لعام 2020 في نوفمبر/تشرين الثاني، بدأ هوستيتر في شن حملة ضد ما رآه انتخابات مسروقة . عمل مع مدير مشروع فينيكس الأمريكي روس تايلور، في التواصل مع أعضاء مجموعة الثلاثة في المائة المقيمين في كاليفورنيا بشأن خطط لإحضار الفؤوس والبنادق والدروع الواقية إلى واشنطن العاصمة لحضور تجمع ترامب في 6 يناير. في خطاب ألقاه في 19 ديسمبر 2020، ألقى هوستيتر خطابًا عن أعضاء الكونجرس في واشنطن العاصمة ، قائلاً للحشد "اخنقوا تلك المدينة واملأوها بالوطنيين إما أن نصلح هذه الفوضى ونحافظ على أمريكا أمريكا، أو نصبح خونة، وسيقوم هؤلاء الخمسة ملايين شخص خارج الأسوار بسحبنا من شعرنا وربطنا بعمود إنارة. هذا خيارهم". استخدم هوستيتر وتايلور دردشة جماعية على تيليجرام باسم "كاليفورنيا باتريوتس - أجيبوا على المكالمة 6 يناير" لإخبار مجموعته بالقيادة إلى العاصمة بدلاً من الطيران حتى يتمكنوا من حمل الأسلحة معهم.
في الخامس من يناير/كانون الثاني، تحدث هوستيتر في التجمع لإنقاذ أمريكا أمام مبنى المحكمة العليا. صرحت أليس بتلر شورت في الحدث أنه بدون رعاية هوستلر، لم يكن لديهم القدرة على إعداد مكبرات الصوت الخاصة بهم. وزعم هوستيتر في خطابه "إننا في حالة حرب في هذا البلد، ونحن في حرب غدًا".

## هجوم الكابيتول
في السادس من يناير، التقى هوستيتر بأعضاء "لواء دي سي" ثم حضر مسيرة "أوقفوا السرقة"، لكنه لم يقترب لأنه كان يحمل أشياء لم يسمح الحراس بإدخالها. كان يحمل فأسًا في حقيبة ظهره، بالإضافة إلى معدات تكتيكية، خوذة، وسكاكين، وهراوات صاعقة، ورذاذ الفلفل ومعدات أخرى. اتجه إلى مبنى الكابيتول بعد خطاب دونالد ترامب ، وانتقل مع الحشد إلى التراس الغربي للمبنى، حيث التقط صورة مع تايلور. لم يدخل المبنى ولم يعتدي على ضباط الشرطة أثناء أعمال الشغب، لكنه استخدم مكبر الصوت لتشجيع الحشد على اختراق خط الشرطة واختراق مناطق الكابيتول.

## الاعتقال والمحاكمة
تم القبض على هوستيتر في كاليفورنيا في 10 يونيو 2021، من قبل مكتب التحقيقات الفيدرالي بعد خمسة أشهر من أعمال الشغب. قد وجهت إليه الاتهامات إلى جانب خمسة رجال آخرين وهم: راسل تايلور، وإيريك سكوت وارنر، وفيليبي أنطونيو مارتينيز، وديريك كينيسون، ورونالد ميلي. وقد أدين بأربع جرائم جنائية بما في ذلك التآمر لعرقلة إجراءات رسمية والدخول إلى منطقة محظورة بسلاح مميت أو خطير في لائحة اتهام ربطت أربعة من المتهمين معه بعصابة الثلاثة في المائة.
طلب المدعون العامون الحكم على هوستيتر بالسجن لمدة 151 شهرًا، زاعمين أنه كان "إرهابيًا" وأن خبرته في إنفاذ القانون تعني أنه كان ينبغي أن يكون على دراية أفضل. شهد تايلور، الذي أقر بالذنب في أبريل/نيسان 2023 بتهمة التآمر، لصالح الحكومة في محاكمة هوستيتر. كان محامي هوستيتر هو بلال عيسى، لكنه مثل نفسه خلال مرافعاته الختامية، والتي قدم خلالها ادعاءات تآمرية بأنه تم التلاعب به للمشاركة في أعمال الشغب " العلم الكاذب " من قبل مخبري الحكومة وأن تايلور كان جزءًا من المؤامرة، بالإضافة إلى تأكيده أن مقتل آشلي بابيت كان "مدبرًا" عندما كانت والدة بابيت في قاعة المحكمة. وأشاد بالمرشح الجمهوري فيفيك راماسوامي لتصريحه بأن أعمال الشغب تبدو وكأنها "عمل داخلي"، وقلل من شأن العنف في الكابيتول باعتباره "ما يعادل في الأساس نوبة غضب تستمر ثلاث ساعات".
حُكم عليه في 7 ديسمبر 2023 بالسجن لمدة 11 عامًا وثلاثة أشهر، بالإضافة إلى تعويض قدره 2000 دولار وغرامة قدرها 30 ألف دولار من قبل القاضي رويس سي لامبيرث. كانت عقوبته أقصر بقليل من الـ 12 عامًا التي أوصت بها وزارة العدل .كان من المتوقع أن يكون في السجن بحلول 5 يناير 2024. مع ذلك، في 20 يناير 2025، بعد بدء ولايته الثانية في منصبه، أصدر الرئيس ترامب عفواً عن هوستيتر وحوالي 1500 فرد آخر متهمين بجرائم مرتبطة بالسادس من يناير.